# مرتا سیتی
مرتا سیتی (به انگلیسی: Merta City) یک منطقهٔ مسکونی در هند است که در بخش ناگور واقع شده‌است. مرتا سیتی ۴۰٬۲۲۱ نفر جمعیت دارد و ۳۱۲ متر بالاتر از سطح دریا واقع شده‌است.